# Hélène Ouvrard
Pour l’article homonyme, voir Ouvrard.
Hélène Ouvrard, née à Montréal le 3 novembre 1938 et morte le 6 janvier 1999, est une romancière, poète et scénariste québécoise,. Elle est la sœur du relieur d'art Pierre Ouvrard et la mère de l'anthropologue Dominique Raby.

## Biographie

### Enfance et études
Née à Montréal, Hélène Ouvrard est la fille de Bernadette Boily et de Jean Ouvrard. Elle grandit à Montréal dans le quartier ouvrier Centre-Sud (le Faubourg à m'lasse). Son père travaille pendant quelques années aux Éditions Variétés, l'une des maisons québécoises qui prennent la relève des éditions françaises ralenties par la guerre et l'Occupation allemande. Jean Ouvrard fréquente la libraire d'Henri Tranquille, haut lieu du renouveau intellectuel québécois, où l'accompagnent régulièrement ses jeunes enfants, y compris Hélène. De plus, Joseph Ouvrard, l'oncle d'Hélène, tient dans le quartier Centre-Sud une petite librairie.
Elle fait des études classiques au Collège Marguerite-Bourgeoys (1953-1956), puis elle suit des cours de peinture à l'École des beaux-arts de Montréal ainsi que des cours de musique à la congrégation Notre-Dame,.

### Carrière
En littérature, elle s'impose dès 1965 avec un audacieux premier roman, La Fleur de peau, publié aux Éditions du Jour.
Tout en poursuivant son travail de création littéraire, elle est rédactrice pigiste dans le milieu des arts, du cinéma et de la radio. Elle écrit ainsi pour l’Office national du film, participe à la rédaction d’émissions culturelles à Radio-Canada, et contribue aux revues Châtelaine, « Liberté », « Art Le Sabort » et à la « Barre du Jour ».
Elle participe à l'effervescence de la radiodramaturgie québécoise. La qualité de son écriture de radio théâtre pour CBF-FM (Société Radio-Canada) est d'ailleurs reconnu par le milieu culturel.
Entre 1970 et 1975, elle est directrice et principale rédactrice de la collection « Initiation aux métiers d’art du Québec » aux éditions Formart, fondées par le graveur René Derouin. Elle écrit également, entre 1983 et 1993, des scénarios de films d'animations pour la réalisatrice Suzanne Gervais à l'Office national du film,,.
Elle contribue à faire connaître des artistes québécois, par l'écriture de textes pour des catalogues d'expositions ou bien des articles en revues. Elle traduit en français un livre de Marilyn French, La Fascination du pouvoir (1986).
Boursière du Conseil des arts du Canada et du ministère des Affaires culturelles du Québec à plusieurs reprises, elle est membre de l’Union des écrivains québécois (UNEQ). Elle publie cinq romans, une adaptation littéraire de film, des nouvelles, des textes dramatiques pour la radio. Ses poèmes ont donné lieu à des éditions d'art, en collaboration avec plusieurs artistes dont le relieur Pierre Ouvrard, son frère, et les peintres Claude Le Sauteur et Francine Simonin.
En 1983, la Radio Suisse Romande a consacré une semaine à la diffusion de ses œuvres radiophoniques.
Elle décède en 1999 à l’âge de 60 ans.

## Œuvres

### Romans
- La fleur de peau, Montréal, Les Éditions du Jour, Coll. Les romanciers du jour, 1965, 194 p.
- Le coeur sauvage, Montréal, Les Éditions du Jour, Coll. Les romanciers du jour, 1967, 167 p.
- Le corps étranger, Montréal, Les Éditions du Jour, Coll. Les romanciers du jour, 1973, 141 p.
- L'herbe et le varech, Montréal, Quinze, 1977, 169 p.  (ISBN 978-0-88565-091-0)
- La noyante, Montréal, Québec Amérique, 1980, 181 p.  (ISBN 978-2-89037-025-8)

### Contes
- Contes intemporels : amours, La Prairie, Éditions Marcel Broquet, 1985, 105 p.  (ISBN 978-2-89000-169-5)

### Œuvres radiophoniques
- La Femme singulière, suivi de Au-delà, Montréal, Éditions de la Pleine lune, 1983, 100 p. (ISBN 2890240274)

### Livre d'artiste
- Toute cette lumière, poésie d'Hélène Ouvrard et sérigraphie de Robert Wolfe, Saint-Jacques-Le-Mineur / Montréal, Éditions de la Maison / Atelier Typographique, 1980, 7 p. dans 1 emboîtage[14].
- Gargantua la sorcière, avec des gravures de Francine Beauvais, Montréal, Éditions du Noroît, 1985, 1 emboîtage. (ISBN 2890181235)

### Novélisation
- J. A. Martin, photographe, Novélisation du film J.A. Martin photographe du cinéaste Jean Beaudin, Montréal, Art global, édition d'art, estampes originales de Claude Le Sauteur, reliure de Pierre Ouvrard avec sculpture sur bois de Serge Bourdon, 1980, 154 p. (réédition posthume en 1999)  (ISBN 978-2-92071-870-8)

### Scénarios
- Trève / Still Point (1983). En collaboration avec Suzanne Gervais et France Ducasse, film d'animation réalisé par Suzanne Gervais, ONF
- L'Atelier / The Studio (1988). Film d'animation réalisé par Suzanne Gervais, ONF
- Ferron, Marcelle (1989). En collaboration avec Monique Crouillère. Documentaire sur la peintre et artiste verrier Marcelle Ferron, réalisé par Monique Crouillère, ONF
- L'Attente / Expectations (1993). En collaboration avec Suzanne Gervais. Film d'animation réalisé par Suzanne Gervais, ONF

### Traductions
- Marilyn French, La Fascination du pouvoir, Paris, Acropole, 1986, 597 p.  (ISBN 2-7357-0026-7)

### Catalogues d'expositions
- René Viau, Hélène Ouvrard et Michèle Thériault, Francine Simonin, Montréal, Aubes, Galerie Treize, 1983, 23 p.
- Michel-Pierre Sarrazin, Leslie Luebbers, Louise Déry, René Derouin et Hélène Ouvrard, Derouin : Série 89-90 : Equinoxe, Val-David, Les Éditions du Versant Nord, 1990, 87 p.
- Nicole, Desjardins, Françoise Le Gris et Hélène Ouvrard, Mais qui est donc Marcel Baril ?, Pointe-au-Pic, Musée de Charlevoix, 1995, 95 p.  (ISBN 2-9202-2710-6)

## Prix et honneurs
- 1980 : Finaliste au Prix du Gouverneur général, La Noyante
- 1982 : 1er prix au Prix littéraires Radio-Canada (anciennement Concours d'œuvres dramatiques radiophoniques de Radio-Canada), La Femme singulière
- 1983 : 1er prix au Prix de la nouvelle en Suisse, L'Ange
- 1990 : Prix du meilleur portrait d'artiste, Festival international du film sur l'art (FIFA), Montréal, pour le film Ferron, Marcelle (collaboration au scénario)

### Études sur Hélène Ouvrard
- Bénédicte Maugière, "Mythe, symbole et idéologie du pays dans La Noyante d'Hélène Ouvrard", in The French Review, Vol. 65, No. 5, p. 754-764, 1992
- Bénédicte Maugière, "L'imaginaire féminin dans Le Corps étranger d'Hélène Ouvrard", in Québec Studies Vol. 14 (Spring/Summer) 1992
- Bénédicte Maugière, "Fictions et réalites du territoire dans L'Herbe et le Varech d'Hélène Ouvrard", in B. Mauguière (éd.), Cultural identities in Canadian literature/Identités culturelles dans la littérature canadienne, New York, Peter Lang Publishing, p. 11-123, 1998
- Mair Verthuy, "Flirting with Female Be-ing: The Uneasy Search of Helene Ouvrard", in Shirley Neuman and Smaro Kamboureli (éds.), A Mazing Space: Writing Canadian Women Writing, Edmonton: Longspoon, p. 108-114, 1986
- Michel Lord, "L’espace du rêve ou les romans d’Hélène Ouvrard", in Lettres québécoises, Vol. 24, p. 25-28, 1981

### Études collectives
- Anne Brown, "La réflexion féministe dans quelques romans féminins à l'heure de la révolution tranquille" in Studies in Canadian Literature/Études en littérature canadienne, Vol. 17, No, 1, 1992 (La Fleur de peau et Le Cœur sauvage)
- Céline Gourdin-Girard, Ville et écriture au féminin. Québec et Montréal dans le roman féminin québécois des années soixante à nos jours, Thèse de doctorat, Université de Limoges, 2006 (sur Le Corps étranger et La Noyante)
- Claude Janelle, Les Éditions du Jour : une génération d'écrivains, Montréal, Hurtubise, 1983
- Bénédicte Maugière, Traversée des idéologies et exploration des identités dans les écritures de femmes au Québec (1970-1980), NewYork/London/Paris, Peter Lang Publishing, 1997
- Bénédicte Maugière, "L'Homo/textualité dans les écritures de femmes au Québec" in The French Review, Vol. 71, No. 6, p. 1036-1047, 1998
- Valerie Raoul, "Writing and Self-Esteem: From Mirror to Voice" in Distinctly Narcissistic. Diary Fiction in Québec, Toronto, University of Toronto Press, 1993

Le Fonds d'archives Hélène Ouvrard est conservé au centre d'archives de Montréal de Bibliothèque et Archives nationales du Québec (BAnQ)